# Cimetière du Perreux-sur-Marne
Le cimetière du Perreux-sur-Marne est un cimetière municipal situé dans le département du Val-de-Marne. Ce grand cimetière rectangulaire est séparé par une rue. Il se situe contre le cimetière de Nogent-sur-Marne.

## Histoire et description
Le cimetière du Perreux-sur-Marne se distingue par ses allées rectilignes dont certaines sont bordées d'arbres et quelques chapelles funéraires (comme celle de la famille Dupuis) de la fin du XIXe siècle. Quelques monuments possèdent des médaillons de bronze, comme la tombe de Charles Ollier (mort en 1897), ancien maire du Perreux, ou celle de Louis Lemancel (1818-1896), ancien maire de Nogent-sur-Marne. Des membres de la célèbre famille du cirque, les Fratellini, reposent dans ce cimetière.

## Personnalités inhumées
- Henri Lhopital Navarre (1835-1909), fondateur du Perreux-sur-Marne et 1er maire de la commune.
- Georges Agniel (1924-2012), un des découvreur de la grotte de Lascaux[2]
- Armand Brillard (1918-1970), médecin, fondateur de l'hôpital de Nogent-sur-Marne[3]
- Jean Deutsch (1901-1963), pianiste et compositeur
- Auguste Dubois (1833-1907), artiste dramatique
- José Dubois (1883-1957), acteur de théâtre
- José Dupuis (né Joseph Lambert, 1833-1900), acteur et chanteur
- Famille Fratellini: Albert (1885-1961), François (1879-1951), Paul (1877-1940), Tino Fratellini (1947-1994)
- Michel Giraud (1929-2011), maire du Perreux, ancien ministre du Travail
- Moustache (né François Galépidès, 1929-1987), comédien et batteur de jazz
- Charles Pimbel (1848-1929), maire de Nogent-sur-Marne de 1886 à 1893[4]
- Marc Rucart (1893-1964), ancien ministre du Front populaire (Tombe relevé en 2004)

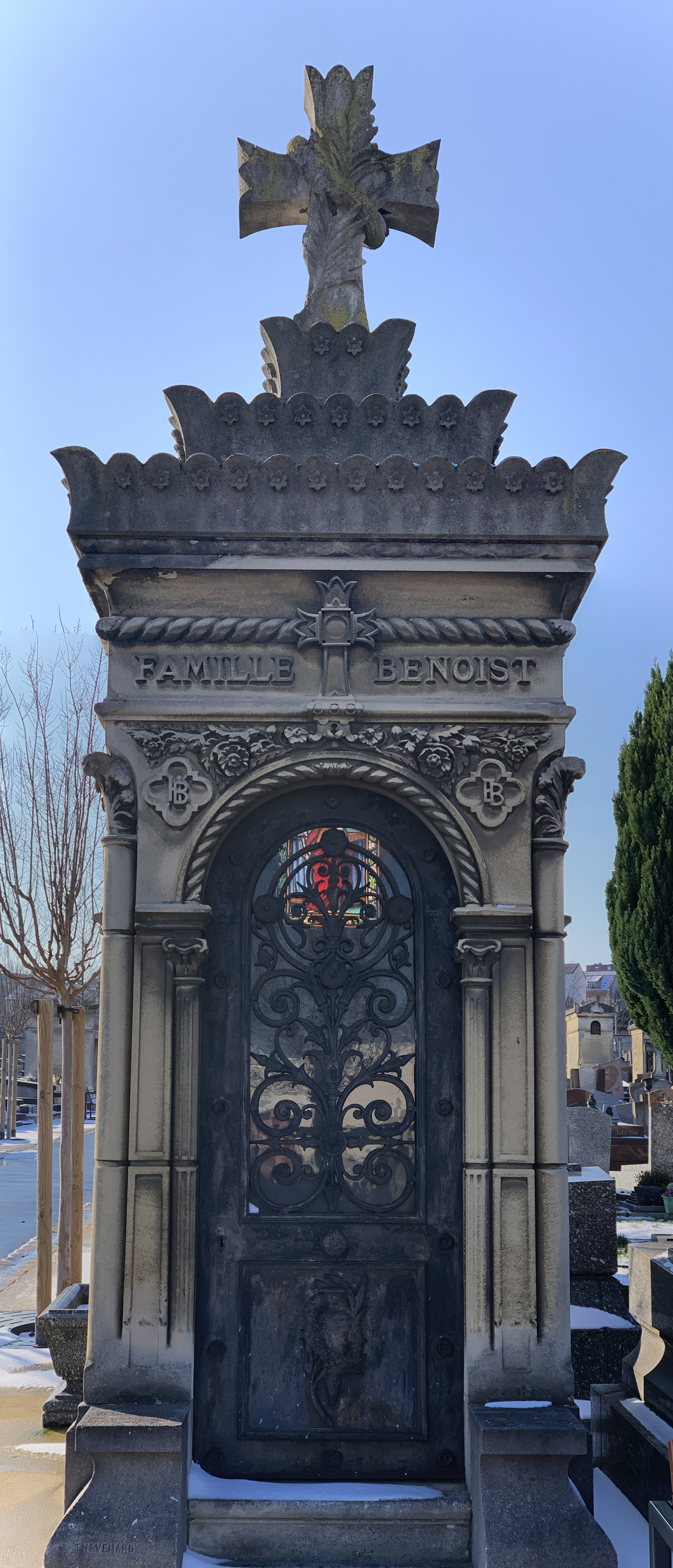
Chapelle Benoist.
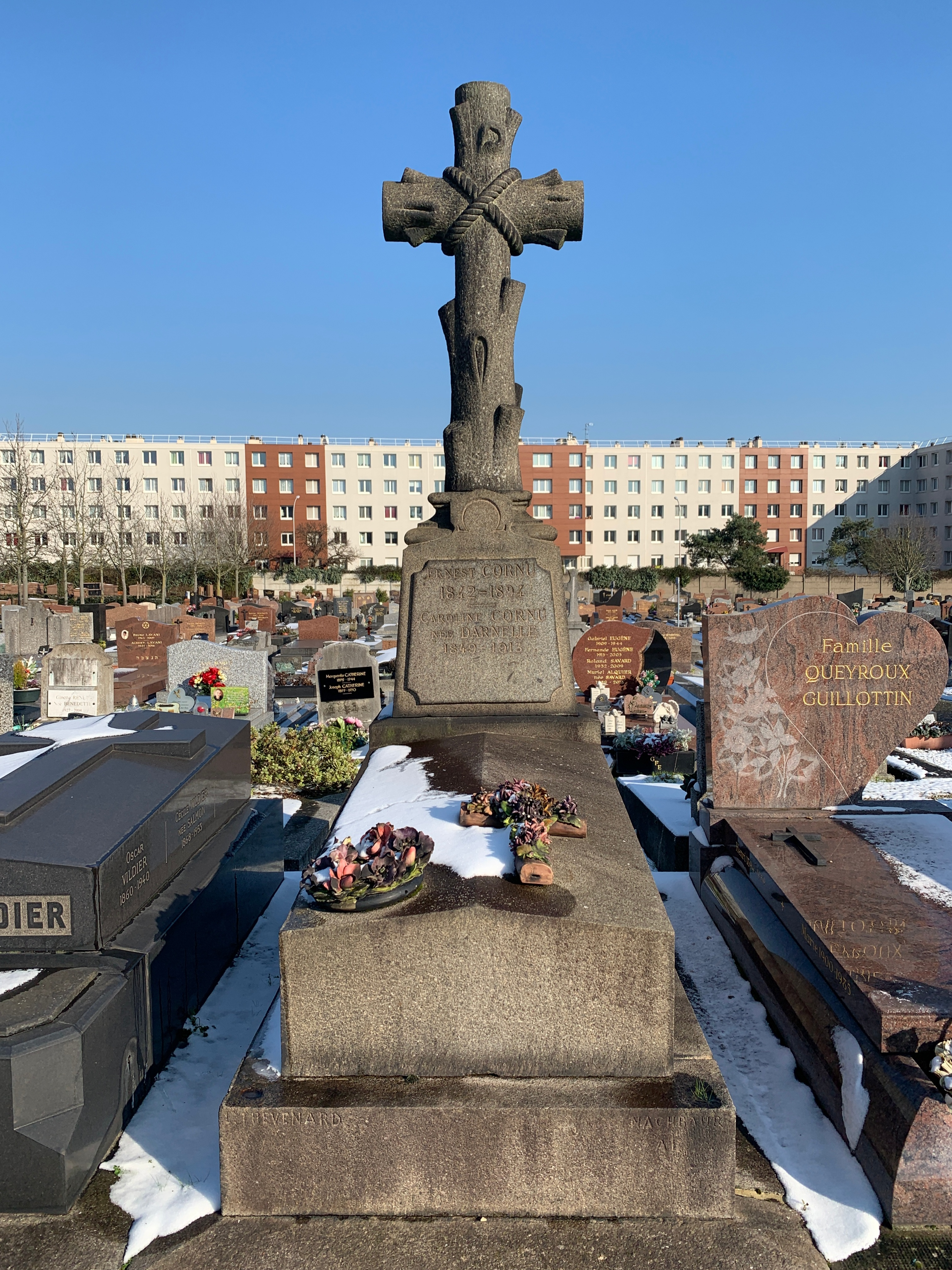
Tombe de la famille Cornu[5].
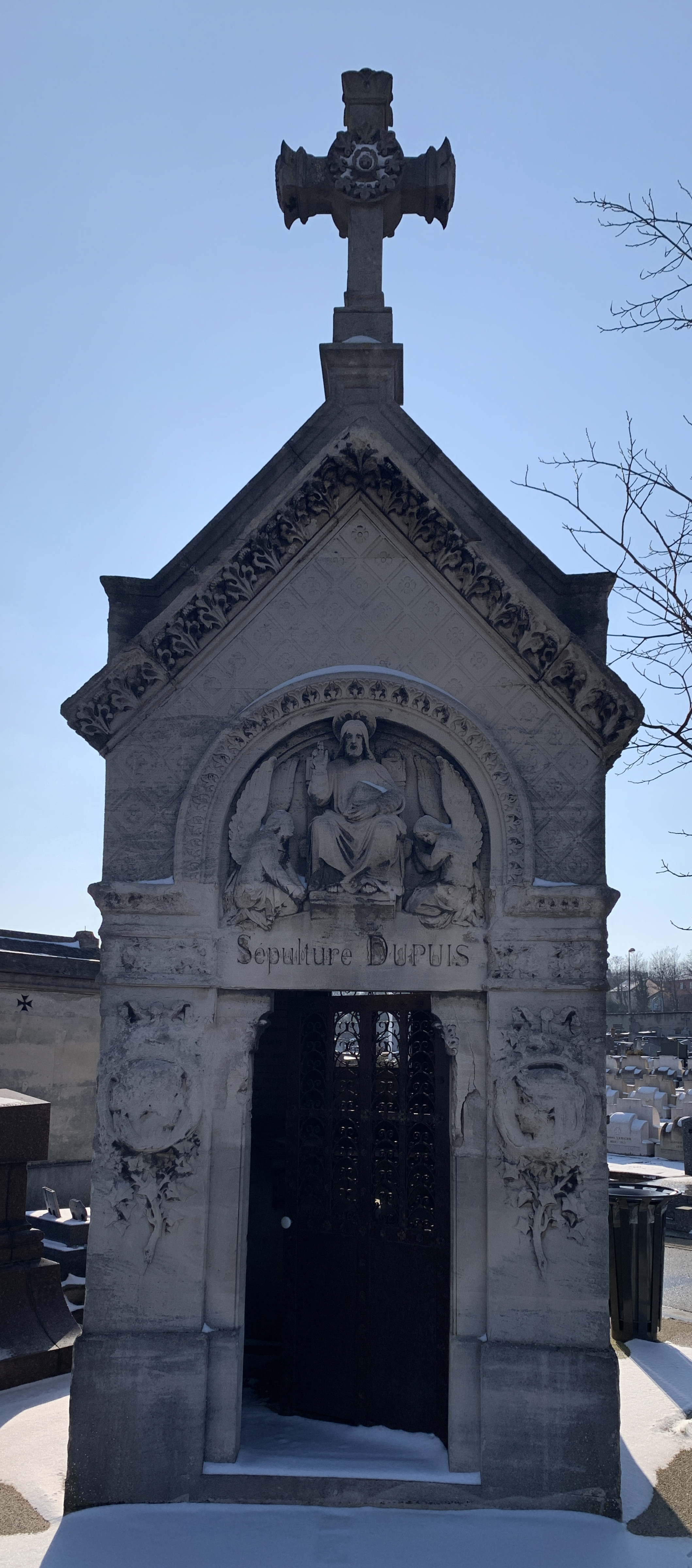
Chapelle Dupuis.
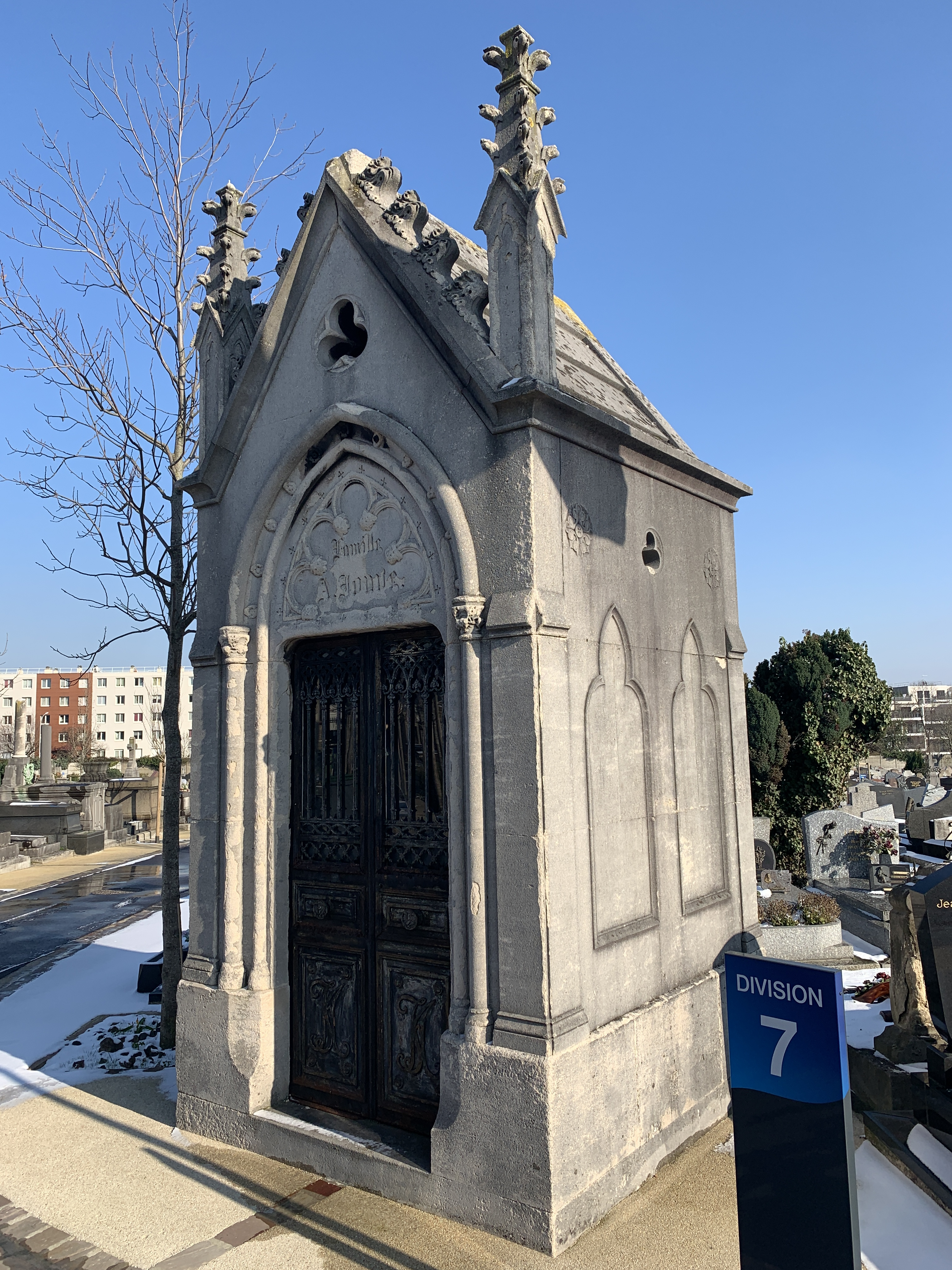
Chapelle Joune.
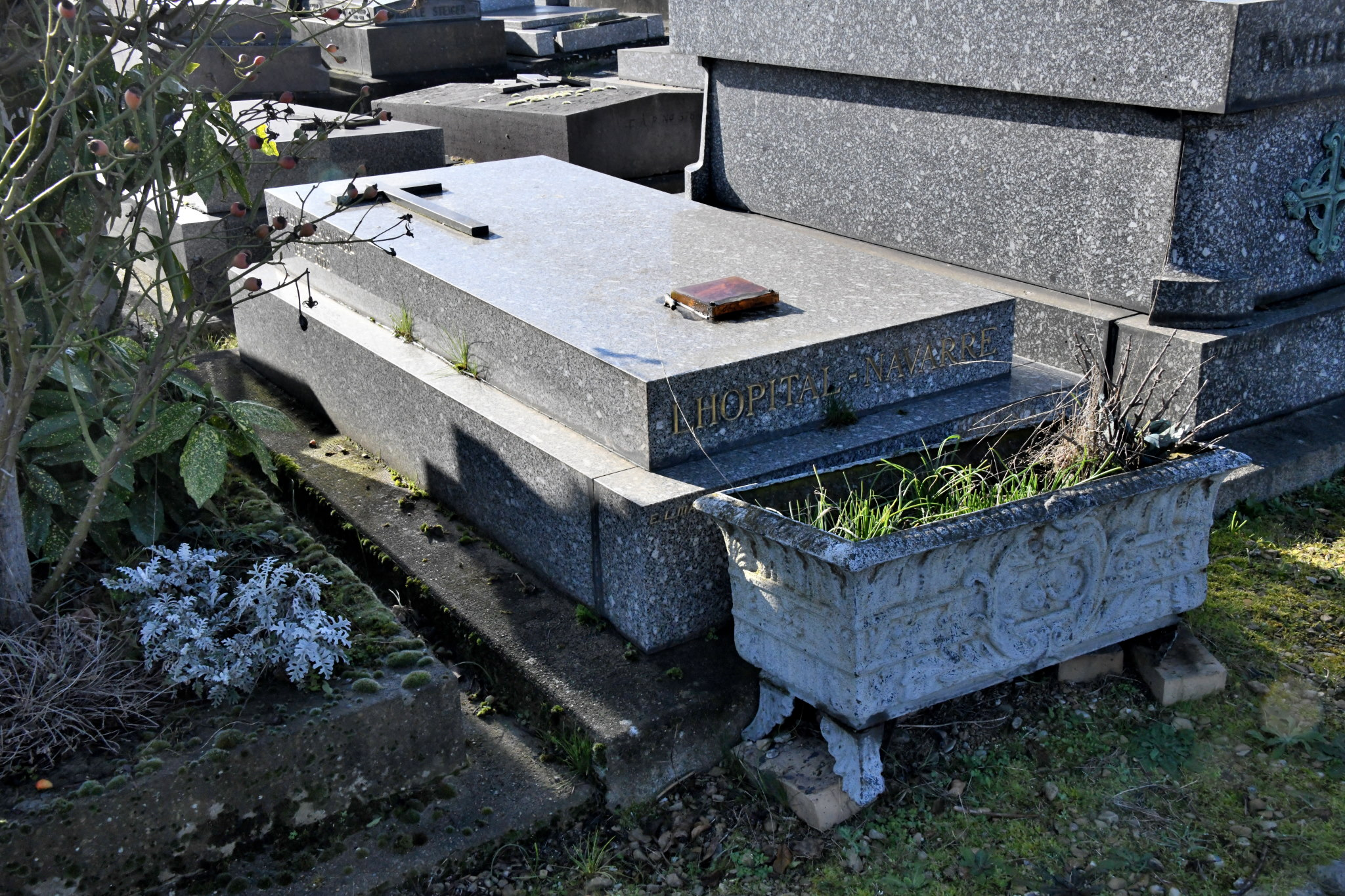
Sépulture Henri Lhopital Navarre.
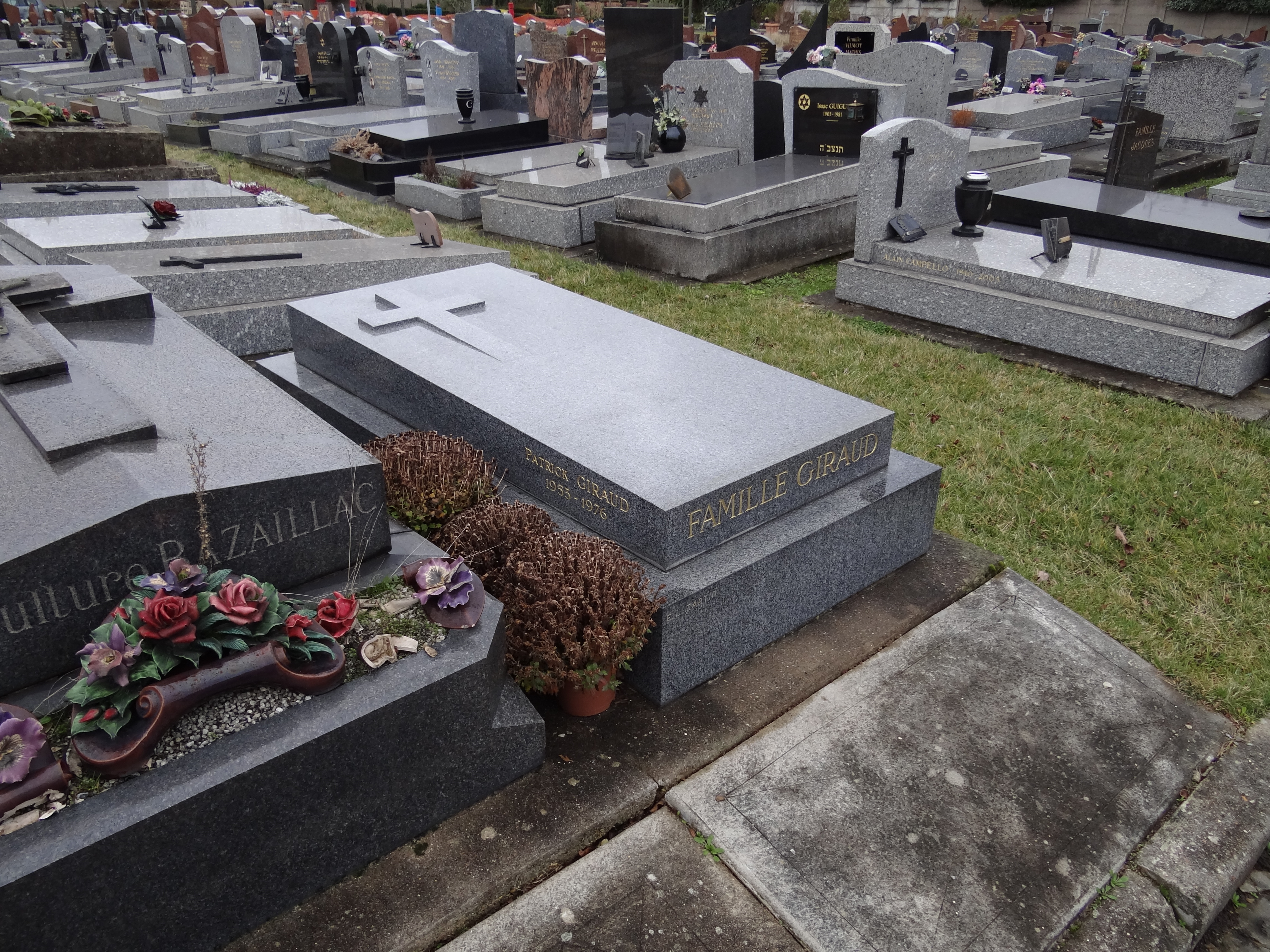
Tombe de Michel Giraud.